# 유스 위드아웃 유스
《유스 위드아웃 유스》(영어: Youth Without Youth)는 2007년 공개된 판타지 드라마 영화이다. 프랜시스 포드 코폴라가 감독, 제작, 각본을 맡았으며, 미르체아 엘리아데의 동명 소설을 원작으로 한다. 《레인메이커》 (1997년) 이후 코폴라가 10년만에 감독을 맡은 작품이다.

## 출연
- 팀 로스 - 도미닉 마테이 역
- 브루노 갠즈 - 스탠시울레스쿠 역
- 알렉산드라 마리아 라라 - 로라, 베로니아 역
- 안드레 헤니케 - 요세프 루돌프 역
- 마르첼 이우레슈 - 주세페 투치 역
- 아드리안 핀테아 - 판디트 역

## 평가
영화는 부정적이지도 않고, 긍정적이지도 않은 평가를 받았다. 2008년 인디펜던트 스피릿 어워드의 촬영상 부문에 후보로 올랐으나 수상에는 실패하였다.